# We Are The Normal
We Are The Normal – utwór amerykańskiego zespołu alternatywnego Goo Goo Dolls pochodzący z albumu Superstar Car Wash, jako jedyny z tej płyty wydany na singlu. Napisali go we współpracy gitarzysta i wokalista grupy Johnny Rzeznik (muzyka) oraz wieloletnia muzyczna inspiracja zespołu – Paul Westerberg (tekst). Piosenka stała się pierwszym, choć jeszcze jedynie regionalnym, hitem formacji.

## Spis utworów na singlu
1. „We Are The Normal” – 3:39